# Chepo Fútbol Club
Maillots
Le Chepo FC est un club professionnel panaméen de football, jouant dans la Liga Panameña de Fútbol. Son siège est basé à Chepo. 

## Historique
Fondé en 1999 sous le nom Proyecto 2000, le club a rassemblé de nombreux jeunes de tous les coins du pays, pour avoir un jour une place dans la Liga Panameña de Fútbol. En 2000, l'équipe a été rebaptisée Chepo FC en raison de son expansion et de sa participation à la Primera A en 2003.
Lors de l'édition 2006 de la Primera A, l'équipe gagne le championnat et obtient l'accès à la Liga Panameña de Fútbol, après avoir vaincu le Club Deportivo Pan de Azúcar 2-1.

## Joueurs emblématiques
- Carlos Rodríguez